# La Presqu'île (nouvelles)
Pour les articles homonymes, voir Presqu'île.
La Presqu'île est un recueil de nouvelles de Julien Gracq, publié en 1970. 

## Contenu
Ce recueil comprend trois textes : La Route, La Presqu'île et Le Roi Cophetua.

### La Route
La vingtaine de pages que compte ce texte est un extrait des pages d'un roman de Julien Gracq resté inachevé  (Les Terres du couchant, finalement publié, de façon posthume, en 2014) dont l'écriture, entamée en 1953, a été interrompue en 1956. Celui-ci, dans la lignée du Rivage des Syrtes, devait prendre place à une époque indéterminée et s'organiser autour du destin d'une ville assiégée, au milieu d'un royaume déjà conquis,,.

### La Presqu'île
Cette nouvelle, qui raconte le parcours d'un personnage (Simon) dans la presqu'île de Guérande (rebaptisée Coatligen), une journée de divagations de cet homme dans l'attente de l'arrivée de sa maîtresse, se situe dans la lignée d'Un balcon en forêt, d'où auraient été gommés les aspects les plus dramatiques de la fiction,.

### Le Roi Cophetua

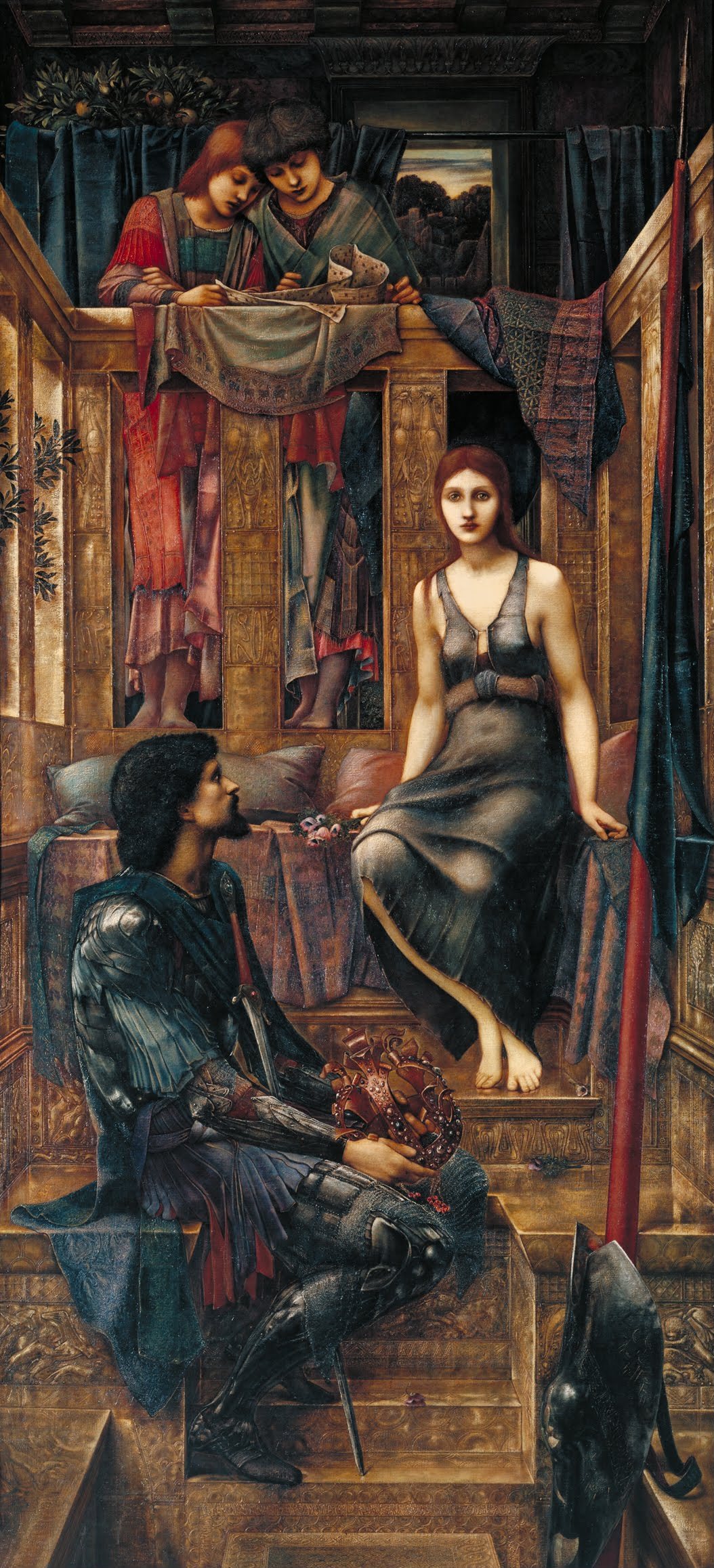
King Cophetua and the Beggar Maid, Edward Burne-Jones (1884)

Cette nouvelle a pour cadre une maison dans la banlieue parisienne en automne 1917. Invité par un ami aviateur, le narrateur se rend chez lui, et l'attend. Mais ce dernier n'arrive pas, et est peut-être mort au combat. Le narrateur reste seul avec la servante de l'aviateur.
Le titre de la nouvelle évoque celui du tableau King Cophetua and the Beggar Maid (Le roi Cophetua et la servante mendiante) d'Edward Burne-Jones, dont la description qui est donnée dans la nouvelle est assez éloignée de la réalité de l'œuvre. 
La nouvelle a donné lieu à une adaptation cinématographique, Rendez-vous à Bray (1971), réalisée par André Delvaux, avec Anna Karina et Mathieu Carrière.

## Éditions
- La Presqu'île, Paris, José Corti, 1970.
- Julien Gracq, Œuvres complètes II, Paris, Gallimard, coll. « Bibliothèque de la Pléiade » no 421, 1995.

## Adaptations cinématographiques
- 1971 : Rendez-vous à Bray réalisé par André Delvaux, d'après «  Le Roi Cophetua »
- 1986 : La Presqu'île réalisé par Georges Luneau